# EXILE GENERATION SEASON 3
EXILE GENERATION SEASON 3（エグザイル・ジェネレーション・シーズン・スリー）は、EXILEの冠番組EXILE GENERATIONを映像作品化した映像作品である。2010年4月14日にrhythm zoneから発売された。

## 概要
- 「EXILE GENERATION SEASON 4」「EXILE GENERATION クリスマスSP」と同時発売。
- 2009年7月～9月に放送されたバラエティパート14話と特典映像として未公開映像を収録。

## チャプター

### DISC1
1. #26(2009.07.01 OA)
2. #27(2009.07.08 OA)
3. #28(2009.07.15 OA)
4. #29(2009.07.22 OA)
5. #30(2009.07.29 OA)
6. #31(2009.08.05 OA)
7. #32(2009.08.12 OA)

### DISC2
1. #33(2009.08.19 OA)
2. #34(2009.08.26 OA)
3. #35(2009.09.02 OA)
4. #36(2009.09.09 OA)
5. #37(2009.09.16 OA)
6. #38(2009.09.23 OA)
7. #39(2009.09.30 OA)
8. 特典映像
9. 番組未放送映像